# تيد شابمان
تيد شابمان (بالإنجليزية: Ted Chapman)‏ هو فلاح وسياسي أسترالي، ولد في 16 ديسمبر 1934 في أستراليا، وتوفي في 25 يوليو 2005 في أديلايد في أستراليا. حزبياً، نشط في حزب أستراليا الليبرالي (فرع جنوب أستراليا) ‏ (1974 – ) وتحالف الليبرالية والريفي ( – 1974). وقد انتخب عضو مجلس النواب جنوب أستراليا من الجمعية عن دائرة Electoral district of Alexandra ‏ وقد انضم خلال فترته النيابية (10 مارس 1973 – 11 مارس 1992)  للكتلة البرلمانية تحالف الليبرالية والريفي.
شغل منصب وزير الزراعة عندما كان ديفيد تونكين رئيسًا للوزراء ، حيث تولى زمام المبادرة في الترويج لزراعة الأراضي الجافة الأسترالية في الشرق الأوسط.
توفي تشابمان في المستشفى في يوليو 2005 بعد إصابته بنزيف في المخ قبل شهرين.